# محمد بن ناصر الغافري
محمد بن ناصر الغفيري (توفي عام 1728) كان أحد الأئمة المتنافسين خلال الحروب الأهلية في عُمان في السنوات الأخيرة من حكم سلالة اليعاربة.

## حُكم يعرب بن بلعرب
كان محمد بن ناصر "تميمًا" لبني غافر، قبيلة نزار.
في عام 1720 استولى يعرب بن بلعرب على السلطة في عُمان، وأعلن نفسه وصيًّا على العرش أثناء صغر ابن عمه سيف الثاني بن سلطان اليعربي. وفي أيار 1722 م اتخذ يعرب الخطوة التالية وأعلن نفسه إمامًا. وقد أدى ذلك إلى اندلاع انتفاضة قادها بلعرب بن ناصر، أحد أقارب الإمام المخلوع عن طريق الزواج. وبعد بعض المناوشات، هُزم يعرب بن بلعرب في نزوى، وأُعلن سيف بن سلطان الثاني الشاب إمامًا مرة أخرى، وهذه المرة مع بلعرب بن ناصر كوصي. وكان محمد بن ناصر من بين الأعيان الذين قدموا إلى الرستاق لتهنئته. ولسبب ما، اشتعلت الخلافة بين بلعرب بن ناصر ومحمد بن ناصر، الذي اتخذ خطوات لتنظيم ثورة بالتحالف مع الإمام السابق يعرب بن بلعرب.

## الحرب الأهلية
وفي القتال الذي تلا ذلك أثبت الشيخ محمد بن ناصر أنه قائد ماهر. وبعد سلسلة من الهزائم، اضطر بلعرب بن ناصر إلى قبول شروط السلام التي يتنازل بموجبها عن جميع الحصون في عمان. وفي هذه الأثناء تُوفي يعرب بن بلعرب في 16 آذار 1723 م في نزوى. وعلم محمد بن ناصر أن الحصون في مسقط وبركاء صامدة بقيادة خلف بن مبارك الحناوي. سَجَن بلعرب بن ناصر، ومع قوة متزايدة من رجال القبائل تقدم نحو بركة. وتبع ذلك قتال متوتر، حيث كان محمد بن ناصر أقوى بكثير على الأرض، لكن خلف كان يتمتع بميزة القوة البحرية.

## الإمام
محمد بن ناصر كان له اليد العليا. وفي أيلول 1724 م دعا إلى اجتماع لشيوخ عمان، حيث أعلن عن نيته الانسحاب من النضال. وكما كان مخططًا له، طُلب منه قبول منصب الإمام بدلًا من ذلك. انتخب محمد بن ناصر إمامًا في 2 تشرين الأول 1724 م. وأثار منافسه خلف بن المبارك المشاكل بين القبائل الشمالية. وفي اشتباك وقع في صحار عام 1728 قُتل كل من خلف بن مبارك ومحمد بن ناصر. اعترفت حامية صحار بسيف بن سلطان الثاني إمامًا، وأُعيد تنصيبه في نزوى.  إلا أن بعض أهل الظاهرية انتخبوا ابن عم سيف بلعرب بن حمير إمامًا.